# The World Should Know
The World Should Know è un album di Burning Spear, pubblicato dalla Heartbeat Records nel 1993. Il disco fu registrato al Grove Recording Studio, White River, Ocho Rios, Giamaica e mixato al Platinum Island Studio di New York (Stati Uniti).

## Tracce
Testi e musiche di Winston Rodney
1. The World Should Know – 4:05
2. In a Time Like Now – 4:03
3. I Stand Strong – 4:17
4. Identity – 4:00
5. It's Not a Crime – 5:03
6. Mi Gi Dem (I Give Them) – 4:22
7. Loving Day – 4:07
8. Sweeter Than Chocolate – 4:02
9. On the Inside – 4:18
10. Peace – 4:43

## Musicisti
- Winston Rodney - voce, percussioni

Burning Band
- Lenford Richards - chitarra solista, sintetizzatore casio PG 380
- Val Jarrett - chitarra ritmica
- Paul Beckford - basso
- Nelson Miller - batteria
- Alvin Haughton - percussioni

Burning Brass
- James Smith - tromba (brani: 3, 7, 8 e 10)
- Charles Dickey - trombone (brani: 3, 7, 8 e 10)
- Mark Wilson - sassofono (brani: 3, 7, 8 e 10)

Musicisti aggiunti
- Robby Lyn - tastiere
- Chico Chin - tromba (brani: 1, 2, 4, 5, 6, 9 e 10)
- Ronald Nambo Robinson - trombone (brani: 1, 2, 4, 5, 6, 9 e 10)
- Dean Fraser - sassofoni (brani: 1, 2, 4, 5, 6, 9 e 10)
- Sharon Forrester - armonie vocali
- Pam Hall - armonie vocali
- Marie Twiggi Gittens - armonie vocali[1]